# GMA Network
GMA Network, Inc. o GMA, és una empresa de mitjans filipina amb seu a Quezon City. Va ser fundada l'any 1950 per Robert Stewart.
La companyia opera diverses emissores de ràdio i televisió a les Filipines, com ara GMA-7, GTV-27, Super Radyo DZBB 594 i Barangay LS 97.1.